# Phorbia kochai
Phorbia kochai är en tvåvingeart som beskrevs av Masayoshi Suwa 1974. Phorbia kochai ingår i släktet Phorbia och familjen blomsterflugor. Inga underarter finns listade i Catalogue of Life.